# Ли Бинь (политик)
Ли Бинь (кит. упр. 李斌, пиньинь Lǐ Bīn, р.1954) — государственный деятель Китая, председатель Госкомитета по делам здравоохранения и планового деторождения в 2013—2018 годах.

## Биография
Родилась в провинции Ляонин в октябре 1954 года, окончила Цзилиньский университет по специальности «экономика», после окончания университета окончила аспирантуру и работала в провинции Гирин на различных должностях, дойдя до должности заместителя губернатора провинции. В августе 2007 года Ли Бинь была заместителем председателя и секретарем комитета КПК Госкомитета по плановому деторождению, а в марте 2008 года была повышена до председателя Госкомитета и занимала эти должности до 2011 года, была избрана членом ЦК КПК 17-го созыва.
В 2011 году Ли Бинь была назначена исполняющим обязанности губернатора провинции Аньхой, а в феврале 2012 года — губернатором, став первой в КНР женщиной — губернатором провинции.
На первом пленарном заседании Всекитайского собрания народных представителей 12 -го созыва в марте 2013 года она была избрана первым председателем вновь образованного Госкомитета по делам здравоохранения и планового деторождения.